# تلمبه خانه ایده‌لو
تلمبه خانه ایده‌لو یک منطقهٔ مسکونی در ایران است که در دهستان زنجان‌رود پایین واقع شده‌است. تلمبه خانه ایده‌لو ۳۹ نفر جمعیت دارد.